# Magyarország a 2013-as atlétikai világbajnokságon
Magyarország az oroszországi Moszkvában megrendezett 2013-as atlétikai világbajnokság egyik részt vevő nemzete volt. Az ország a világbajnokságon 11 sportolóval képviseltette magát, akik összesen 1 érmet szereztek.

## Érmesek
| Érem      | Versenyző      | Versenyszám         | Dátum         |
| --------- | -------------- | ------------------- | ------------- |
| Ezüstérem | Pars Krisztián | Férfi kalapácsvetés | augusztus 12. |

## Eredmények

### Férfi
| Versenyző       | Versenyszám     | Előfutam | Előfutam | Előfutam | Elődöntő | Elődöntő | Elődöntő | Döntő   | Döntő    |
| Versenyző       | Versenyszám     | Idő      | Hely.    | Össz.    | Idő      | Hely.    | Össz.    | Idő     | Helyezés |
| --------------- | --------------- | -------- | -------- | -------- | -------- | -------- | -------- | ------- | -------- |
| Baji Balázs     | 110 m gát       | 13,36    | 3.       | 7.       | 13,49    | 5.       | 12.      | kiesett | kiesett  |
| Kazi Tamás      | 800 m           | 1:46,48  | 5.       | 12.      | 1:46,40  | 7.       | 16.      | kiesett | kiesett  |
| Helebrandt Máté | 20 km gyaloglás |          |          |          |          |          |          | 1:28:49 | 41.      |
| Rácz Sándor     | 50 km gyaloglás |          |          |          |          |          |          | 4:12:18 | 45.      |

| Versenyző      | Versenyszám   | Selejtező | Selejtező | Döntő    | Döntő     |
| Versenyző      | Versenyszám   | Eredmény  | Helyezés  | Eredmény | Helyezés  |
| -------------- | ------------- | --------- | --------- | -------- | --------- |
| Hudi Ákos      | Kalapácsvetés | 74,30 m   | 15.       | kiesett  | kiesett   |
| Pars Krisztián | Kalapácsvetés | 79,06 m   | 1.        | 80,30 m  | Ezüstérem |

### Női
| Versenyző         | Versenyszám     | Eredmény | Helyezés |
| ----------------- | --------------- | -------- | -------- |
| Madarász Viktória | 20 km gyaloglás | 1:34:10  | 37.      |

| Versenyző     | Versenyszám   | Selejtező | Selejtező | Döntő    | Döntő    |
| Versenyző     | Versenyszám   | Eredmény  | Helyezés  | Eredmény | Helyezés |
| ------------- | ------------- | --------- | --------- | -------- | -------- |
| Márton Anita  | Súlylökés     | 17,32 m   | 20.       | kiesett  | kiesett  |
| Orbán Éva     | Kalapácsvetés | 70,62 m   | 11.       | 72,70 m  | 8.       |
| Szabó Barbara | Magasugrás    | 183 cm    | 20.       | kiesett  | kiesett  |

| Versenyző      | Versenyszám | 100 m gát | 100 m gát | Magasugrás | Magasugrás | Súlylökés | Súlylökés | 200 m | 200 m | Távolugrás | Távolugrás | Gerelyhajítás | Gerelyhajítás | 800 m   | 800 m | Végeredmény | Végeredmény |
| Versenyző      | Versenyszám | Idő       | Pont      | Eredmény   | Pont       | Eredmény  | Pont      | Idő   | Pont  | Eredmény   | Pont       | Eredmény      | Pont          | Idő     | Pont  | Pont        | Helyezés    |
| -------------- | ----------- | --------- | --------- | ---------- | ---------- | --------- | --------- | ----- | ----- | ---------- | ---------- | ------------- | ------------- | ------- | ----- | ----------- | ----------- |
| Farkas Györgyi | Hétpróba    | 14,09     | 966       | 180 cm     | 978        | 13,13 m   | 736       | 25,66 | 827   | 616 cm     | 899        | 45,43 m       | 772           | 2:15,28 | 889   | 6067        | 15.         |